# Idaea teutoburgensis
Idaea teutoburgensis là một loài bướm đêm trong họ Geometridae.